# Лео, Нина Николаевна
Нина Николаевна Лео (21 ноября 1913 — 1 апреля 2002) — советская и российская теннисистка, тренер по теннису. Мастер спорта СССР (1946), заслуженный тренер РСФСР.

## Биография
Родилась в 1913 году. Начала играть в теннис в возрасте шестнадцати лет в Москве. Выступала за московское ДСО «Динамо». В разные годы тренировалась под руководством тренеров Б. И. Новикова, Н. С. Тепляковой и Д. И. Синючкова.
Чемпионка Москвы (1938, 1940 — зима, 1945-46, 1947 — зима, 1948 — зима-лето) в парном разряде, а также финалистка (1935, 1947 — зима — в одиночном разряде; 1934, 1936-37, 1944 — в парном разряде). Победительница командных чемпионатов Москвы (1934-37, 1939-40, 1944-45, 1947-48). Чемпионка Кубка Москвы (1946, 1948). Финалистка Всесоюзных зимних соревнований в парном разряде и Кубка СССР (1948). Финалистка чемпионатов ЦС «Динамо» в одиночном (1945) и парном разрядах (1944-45).
В 1944—1951 гг. входила в десятку сильнейших теннисисток СССР (лучшее место — четвёртое, 1948). В 1946 году выполнила норматив на звание мастера спорта СССР. 
В течение многих лет занималась тренерской деятельностью. Среди подопечных Нины Николаевны — С. Асписова, А. Кузьмина, Вяч. Егоров, А. Лепешин, М. Новик, А. Дмитриева и прочие выдающиеся теннисисты.
В 1969 году за свои успехи на тренерском поприще была удостоена почётного звания «Заслуженный тренер РСФСР».
Умерла в 2002 году. Похоронена на Ваганьковском кладбище в Москве.